# ワルシャワ王宮

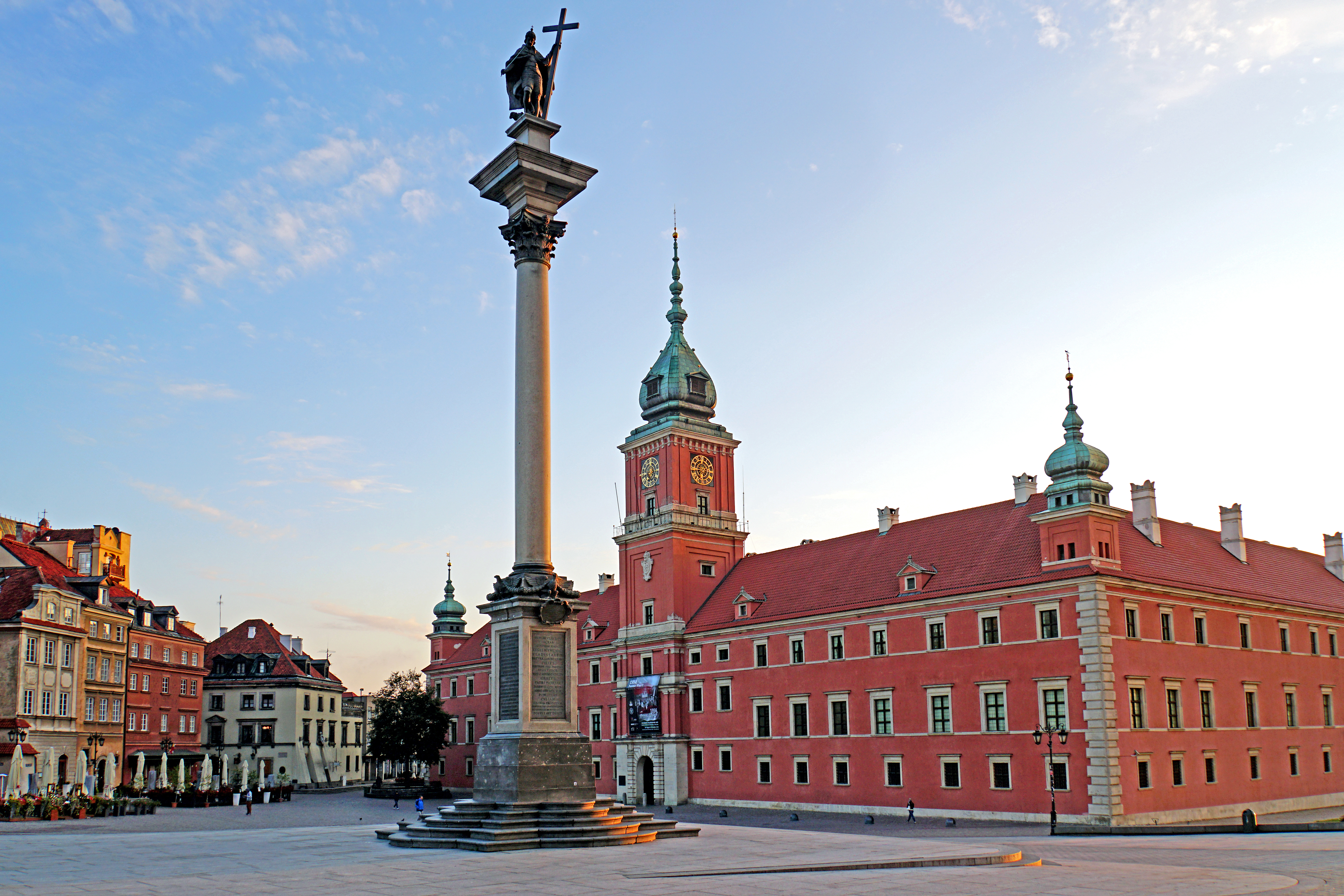
ワルシャワ王宮

ワルシャワ王宮（ワルシャワおうきゅう、ポーランド語: Zamek Królewski w Warszawie）は、ワルシャワ旧市街にあるバロック風の宮殿。

## 概要
1596年、ジグムント3世がクラクフからワルシャワに遷都して王宮として改築された。第二次世界大戦に際してナチス・ドイツに破壊されたが、1984年に再建された。ユネスコの世界遺産「ワルシャワ歴史地区」の一部として指定されている。